# 小鳥の巣
「小鳥の巣」（ことりのす）は、吸血鬼一族の物語を描いた萩尾望都のファンタジー漫画作品『ポーの一族』シリーズのうち、『別冊少女コミック』1973年4月号から7月号にかけて連載された作品である。
『ポーの一族』シリーズの第6作で、「ポーの一族 (1972年の漫画)」（『別冊少女コミック』1972年9月号 - 12月号）と「メリーベルと銀のばら」（『別冊少女コミック』1973年1月号 - 3月号）に引き続き連載された本作を合わせた「3部作」の最後を飾る作品。ストーリーは「ポーの一族 (1972年の漫画)」のラストシーンから続くものであるとともに、「グレンスミスの日記」の冒頭およびラストシーンと同時進行している。
シリーズでは異色のドイツのギムナジウムが舞台で、無気味に漂うマザー・グースの童謡「誰が殺した？ クック・ロビン」の唄を背景に、シリーズ中一二を争うミステリアスな展開を見せる作品である。

## あらすじ
1959年、3月もそろそろ終わろうとする頃、西ドイツのガブリエル・スイス・ギムナジウムにエドガー・ポーツネルとアラン・トワイライトがイギリスから転校してきた。2人が「バンパネラ」（吸血鬼）であることを知らず、教師や生徒たちは彼らを受け入れる。
5月の創立祭を前に全校がその準備に取りかかっている最中、エドガーとアランは「魔の五月」と「ロビン・カーの幽霊」という言葉を耳にする。2年前の創立祭の前日、イギリスからの転校生ロビン・カーが張り出し窓から落ちて死に、翌年の創立祭の前日にも学校の名と同じガブリエル・スイスという上級生が沼で溺れて死んだことから、これらが伝説化したものであった。
エドガーは「魔の五月」と「ロビン・カーの幽霊」に興味を持ち、やがてロビン・カーの死にはクラスのお山の大将であるキリアン・ブルンスウィッグが絡んでいたことを突き止める。キリアンはエドガーに、当時流行していた「キツネ狩り」という遊びでロビン・カーを沼地の奥まで追い詰めた日の夕方、ロビンが張り出し窓から「ジュールヒア」と叫びながら川に落ち、下流のケルンまで川をさらってみたが死体は見つからなかったと告白した。
その後は何事もなく創立祭を迎えようとしていたが、エドガーとアランは創立祭の前日、温室の世話役のマチアスに正体を見破られ、やむなく彼を仲間に加える。翌日、仮死状態のマチアスを見つけたキリアンにエドガーは、自分たちが昔一緒に遊んだロビン・カーを迎えに来るためにイギリスから来たことを告白する。アランは正体を知ったキリアンを殺そうと提案するが、エドガーは劇のヒーローのキリアンを殺すと劇に穴が空き大騒ぎになることから、キリアンには自分たちと一緒にそのまま劇に登場させる。ところが劇の真っ最中に、行方不明だったロビン・カーの死体が中州の突端で発見されたため、劇は中止になる。
創立祭も中止になり、ロビン・カーへの追悼のミサが始まる中、キリアンは委員長のテオドール・プロニス（テオ）の手を借りてマチアスの魂を人間に戻そうとする。しかし、目覚めたマチアスにキリアンはノドにかみつかれかけ、あわやというところでテオが枯れ枝を突き刺したためマチアスは消滅する。そして、キリアンは事故に見せかけるため、マチアスの上着を沼に放り投げる。
すべてを終えてキリアンとテオが部屋に戻ると、エドガーとアランがアメリカに旅立つ準備をしていた。2人は何事もなかったかのようにキリアンと別れを交わしギムナジウムを去っていった。一方キリアンは、首に血が出ていると指摘されてマチアスにかまれたことを知り、もしも仮死状態になったら自分を殺すようテオに誓わせる。
エドガーたちが去った2日後、沼でマチアスの上着が発見され、繰り返された「魔の五月」にささやきが交わされる。一方、キリアンは仮死状態にならずテオを安心させるが、キリアンの体内にはバンパネラの血が深く沈み、潜在的な因子として子孫に受け継がれていく。

## 補足
- 「ポーの一族」構想メモ[3]の「小鳥の巣」には、主要登場人物であるキリアン・ブルンスウィッグやマチアス、ロビン・カーなどの名前はなく、後に『トーマの心臓』に登場するオスカー・ライザー（キリアン役）や「11月のギムナジウム」に登場するフリーデル委員長の名前が記され、さらに「レオンハルト」（マチアス役）という名前が記された少年には『トーマの心臓』のエーリク・フリューリンクのイラストが描かれており、本作の構想の中に『トーマの心臓』の構想を持ち込んだ形跡が認められる。また、飛び降り自殺（あるいは墜落事故死）した少年とその事件に関わる別の少年、さらにその事件に関心を寄せる転校生というストーリー展開の類似も、本作の元が『トーマの心臓』（の構想）であることを示している。
- 当初の構想では、本作でシリーズは終了する予定であった[注 9]。
- エドガーが「ロビン・カーの幽霊」のことを聞いたときに歌った「だれが殺した？ クック・ロビン」は、のちに『パタリロ!』（魔夜峰央著）の「クック・ロビン音頭」に引用されている[注 10]。
- ロビン・カーの死体移動や、ロビン・カーの死は自殺なのか事故死なのかなど、一連の事件には未解明の事柄が多いことから、『ぱふ』（清彗社）編集部は、11ページもの紙数を費やして「グロフ先生犯人説」や「キリアン、マチアス共犯説」、「シュロッターベッツ陰謀説[注 11]」などの珍説・奇説を展開している[5]。
- 「ユニコーン」Vol.2前編において、ロビン・カーについてアランが「病気だろ？ 長生きしないよ」、エドガーが最後に会ったのは6年前と言及している。またアランがエドガーに「（子供の仲間を欲しがる）ファルカにロビン・カーをやったら？」と提案している。作中時間は1958年2月。